# 둠 엔진
둠 엔진(Doom engine)은 이드 소프트웨어 비디오 게임 둠과 둠 2에 사용된 게임 엔진이다. 헤레틱, Hexen: Beyond Heretic, Strife: Quest for the Sigil, Hacx: Twitch 'n Kill, Freedoom, 그리고 기타 라이선스를 받아 제작된 게임들에도 사용된다. 마이클 애브라시, 존 로메로, 데이브 테일러, 폴 라덱이 작성된 보조 함수를 포함시켜 존 카맥이 개발했다. 원래 NeXT 컴퓨터상에서 개발되었으며 둠의 첫 릴리스를 위해 MS-DOS 및 호환 운영 체제로 이식되었고 나중에 여러 비디오 게임 콘솔과 운영체제로 이식되었다.

## 둠 엔진을 사용한 게임

### 둠 엔진에 직접 기반을 둔 게임
- 1993 둠 (1993년 비디오 게임)
- 1994 둠 2 (비디오 게임)
- 1994 헤레틱 (비디오 게임)
- 1995 Master Levels for Doom II
- 1996 파이널 둠
- 1996 헤레틱 (비디오 게임)

### 둠 또는 둠 II 코드에 기반을 둔 게임
- 첵스 퀘스트
- 둠 64

## 같이 보기
- 이드 테크
- 빌드 (게임 엔진)
- 퀘이크 엔진
- 퀘이크 (비디오 게임 시리즈)